# Шахрай, Александр Осипович
Александр Осипович Шахрай (1898, Санкт-Петербург — 13 июня 1949) — советский государственный и партийный деятель, ответственный секретарь Киргизского обкома ВКП(б) (1930—1934).

## Биография
Александр Шахрай родился в 1898 году в Санкт-Петербурге в мещанской семье.
Подростком поступил на работу в типографию «Бр. Ревины».
С 1912 по 1916 год работал в типографиях «Бр. Ревины», «Голике», «Герольд».
В 1916 году за участие в забастовке был уволен с работы в типографии «Голике» и занесён в «чёрный список». В том же году был призван на военную службу. Служил в Балтийском флоте в Кронштадте.
С 1917 по 1918 год — рядовой царской армии в запасном полку (Новый Петергоф).
В 1918 г. вступил в большевистскую партию, и Петроградским губкомом партии был направлен на продовольственный фронт в Тамбовскую губернию. Работая в Тамбовской губернии, проводил по поручению губкома партии работу по организации коммунистического союза молодёжи в этом городе, а также принимал активное участие в организации союза молодёжи гор. Лебедянь, был первым председателем коммунистического союза в этом городе, а также принимал активное участие в организации профсоюза, в организации партийной и советской работы в Лебедьянском уезде.
В 1919 г. ушёл в Красную Армию. В армии был агитатором-комиссаром батальона, работал в политотделе 8-й армии и принимал непосредственное участие в боях на Южном Фронте и Северном Кавказе.
В 1920 г. был направлен в г. Грозный уполномоченным Особого отдела ВЧК. С этой работы был переброшен на партийную работу секретарём Кизлярского уездного комитета РКП(б). От Кизлярской партийной организации был избран делегатом на Х съезд партии. Как делегат съезда партии участвовал в ликвидации Кронштадтского мятежа.
С 1921 по 1922 год — член Президиума губкома РКП(б) (Георгиевск).
В 1922 году — на губернской партийной конференции Терской губернии был избран заведующим агит-массовым отделом Терского губкома ВКП(б) (Пятигорск).
С 1922 по 1924 год — курсант Коммунистического университета им. Я. М. Свердлова (Москва).
С 1924 по 1925 год — лектор, пропагандист агитационно-пропагандистского отдела Владимирского губкома ВКП(б).
В 1925 году — ответственный секретарь партячейки ткацкой фабрики «Собинка», Владимирская губерния.
С 1927 по 1929 год — ответственный секретарь Ковровского окружного комитета ВКП(б).
С 1929 по 1930 год — заведующий организационным отделом Иваново-Вознесенского промышленного областного комитета ВКП(б).
С 1930 по 1934 год — первый секретарь Киргизского областного комитета ВКП(б). Член ЦИК СССР и член Исполкомиссии Среднеазиатского Бюро ЦК ВКП(б).
С 1934 году — заместитель начальника Главного управления льняной промышленности, директор Научно-исследовательского института новолубянского волокна.
В 1938 году — директор фабрики «Новый хлопок», где проработал до начала Великой Отечественной войны.
В июле 1941 года ушёл в Красную Армию. Служил командиром батальона, комиссаром батальона в 1-й Ленинской дивизии, заместителем начальника Политотдела 93-й стрелковой дивизии, начальником центрального склада НКД.
В 1945 году возвратился на прежнюю работу на фабрику «Новый Хлопок», где работал до 1948 года.
С 1948 году, уже будучи тяжело больным, работал по день смерти директором фабрики головных уборов Москворецкого Райпромсторга.

## Награды
- медаль «За боевые заслуги»[1] (1941);
- медаль «За оборону Москвы»[1] (1944);
- медаль «За победу над Германией»[1] (1945).

## Память
В 1967 году в Лебедяни улица Кузнецкая была переименована в честь Александра Шахрая.